# Eriopus papillatus
Eriopus papillatus är en bladmossart som beskrevs av Theodor Carl Karl Julius Herzog 1909. Eriopus papillatus ingår i släktet Eriopus och familjen Hookeriaceae. Inga underarter finns listade i Catalogue of Life.